# حملة دونالد ترمب الرئاسية 2020
حملة دونالد ترمب الرئاسية لعام 2020 هي حملة مستمرة لإعادة انتخاب رئيس الولايات المتحدة دونالد ترمب، الذي تولى تنصيبه في 20 يناير 2017.
بدأ ترمب حملته مبكرا على غير العادة بالنسبة لرئيس حالي للولايات المتحدة. بدأ في الإنفاق على إعادة انتخابه في غضون أسابيع من انتخابه، حيث قدم رسميا حملته إلى لجنة الانتخابات الفيدرالية في يوم تنصيبه. منذ فبراير 2017، عقد ترمب عدة مسيرات وحملات لجمع التبرعات لحملته، كما زار الولايات الانتخابية الرئيسية. وقد جمعت الحملة الأموال وشنت حملتين إعلانيتين على مستوى البلاد للسباق الرئاسي لعام 2020 تحت شعار "إجعل اميريكا عظمى مجدداً". وقد تعرضت المسيرات لانتقادات حادة بلغت ما بين 68 و 76 في المئة خلال مسيرات صيف عام 2018 بسبب ارتفاع مستوى البيانات المضللة التي أدلى بها ترمب.
كشفت تصنيفات الموافقة الرئاسية عن ترمب أنه الرئيس الأقل شعبية في تاريخ استطلاعات الرأي الحديثة اعتبارًا من بداية سنته الثانية في المنصب. كما أظهرت استطلاعات الرأي المبكرة تراجع ترمب بفارق يتراوح بين 10 و 18 في المئة ضد العديد من المرشحين الديمقراطيين المفترضين، بما في ذلك بيرني ساندرز، جو بايدن، كوري بوكر، إليزابيث وارن، وكيرستن جيليبراند. في عام 2018، أثارت جهود إعادة الانتخاب الرئاسية والانتخابات البرلمانية لمنتصف العام في الكونغرس انتباه حملة الانتخابات الرئاسية.

## خلفية
دمج الرؤساء السابقون لترمب لجان حملاتهم الانتخابية في لجنة حزبهم عقب انتصاراتهم الانتخابية. في أعقاب فوزه في انتخابات عام 2016، تجنب ترمب هذا التقليد الرئاسي واحتفظ بلجنة حملة مستقلة واصلت جمع الأموال. في ديسمبر 2016، جمعت الحملة 11 مليون دولار. أوضحت هذه التحركات إلى أن ترمب كان يتطلع بالفعل إلى خوض سباق عام 2020.
بدأ ترمب إنفاق الأموال على سباق رئاسة 2020 في 24 نوفمبر 2016 (بعد ستة عشر يومًا من نهاية انتخابات 2016). كانت أولى مدفوعات الحملة، التي أفادت لجانه بإنفاقها في الانتخابات التمهيدية الرئاسية لعام 2020، هي شراء تذكرة خطوط دلتا الجوية في ذلك الوقت.
قدم ترمب حملة إعادة انتخابه إلى لجنة الانتخابات الفيدرالية بصورة رسمية في 20 يناير 2017، وهو يوم تنصيبه. أطلق ترمب حملة إعادة انتخابه في وقت مبكر من رئاسته بالنسبة لسابقيه من الرؤساء. أعلن باراك أوباما، وجورج بوش الابن، وبيل كلينتون، وجورج بوش الأب، ورونالد ريغان عن ترشحهم لإعادة انتخابهم في العام الثالث من رئاستهم. قدم ترمب أوراق حملته لإعادة انتخابه قبل 47 شهرًا تقريبًا من تاريخ الانتخابات. على النقيض من ذلك، فعل كل من ريغان وجورج بوش الأب ذلك قبل ما يقرب من 12 شهرًا، وجورج بوش الابن قبل نحو 18 شهرًا، وكلينتون وأوباما كلاهما قبل 19 شهرًا تقريبًا من تاريخ الانتخابات.
في حين نظم الرؤساء السابقون تجمعات في الأيام الأولى من رئاستهم لحشد الدعم من أجل التشريعات، فإن تجمعات ترمب اختلفت عنها في أنها كانت تُمول من البيت الأبيض وليس من لجان الحملات الانتخابية. من بين مزايا تمويل لجنة حملته الانتخابية للأحداث: قدرة المنظمين على تدقيق الحضور بشكل أكثر تمييزًا، ورفض دخول غير المؤيدين. كان تجمع ترمب في فبراير 2017 في ملبورن، وفلوريدا، هو التجمع الانتخابي الأبكر بالنسبة لرئيس يشغل منصب الرئيس الحالي.
من خلال إطلاق حملته الانتخابية في وقت مبكر، أعطى ترمب لنفسه السبق في جمع التبرعات. ساعد هذا نظريًا في تثبيط عزيمة المنافسين الأساسيين.
لو أن ترمب نجح في إعادة انتخابه، فإن هذه كانت لتكون المرة الأولى في التاريخ الأمريكي التي يُنتخب فيها أربعة رؤساء متتاليين لفترتين، نظرًا لفوز الرؤساء الثلاثة الذين سبقوه (بيل كلينتون، وجورج بوش الابن، وباراك أوباما) بإعادة انتخابهم.

## الجماعات الداعمة لترمب

### الحزب الجمهوري
في 23 يناير 2019، أيدت اللجنة الوطنية للحزب الجمهوري، بالإجماع، الرئيس بشكل غير رسمي.

### لجان العمل السياسي الكبرى (سوبر باكس)
تضمنت لجان العمل السياسي الكبرى الداعمة لحملة إعادة انتخاب ترمب لجنة الدفاع عن الرئيس، وأمريكا العظمى باك، ولجنة أمريكا العظمى. تلقت لجنة أمريكا العظمى باك تبرعات من جهات أخرى، من بينها المرشح السابق ووكر إيفانز وجاي مينكس، وهو المدير التنفيذي لمنظمة انسبرتي. تلقت لجنة الدفاع عن الرئيس مساهمات من جهات أخرى، من بينها رالف إس. كننغهام، وهو المدير التنفيذي لشركة انتربرایز بروداکتس.
نشر مركز النزاهة العامة تحليلًا لسجلات الإنفاق على الحملات الانتخابية في الربع الأول من عام 2017، والذي كشف عن أن اثنتين من لجان العمل السياسي الكبرى التي تدعم ترمب، لجنة الدفاع عن الرئيس وأمريكا العظمى باك، أنفقتا مجتمعين 1.32 مليون دولار على الحملة الانتخابية لعام 2020. يشغل تيد هارفي منصب رئيس لجنة الدفاع عن الرئيس. يشغل إريك بيتش وإد رولينز منصب الرئيس المشارك للجنة العمل السياسي أمريكا العظمى باك. سبق أن اتهمت لجنة الانتخابات الفيدرالية هاتين اللجنتين بسوء الاحتفاظ بالسجلات المالية، وهددتهما بعقوبات. وجد مركز النزاهة العامة أيضًا أن عدة جماعات أخرى من لجان العمل السياسي مؤيدة لترمب قد تأسست في عام 2017، ولكن معظمها لم يكن قد نشط بعد. كانت إحدى هذه اللجان هي لجنة أمريكا فيرست أكشن، التي أسسها الرئيس التنفيذي لشركة استشارات سياسية، من أجل أن يشغل أمين صندوق حملة ترمب الانتخابية لعام 2020 منصب النائب الأول للرئيس.
في 17 مايو 2017، قدم مايك بنس إلى لجنة الانتخابات الفيدرالية أوراق تشكيل لجنة أميركا العظمى، وهي لجنة عمل سياسي سوف يرأسها موظفو حملته السابقة نيك أيرز ومارتي أوبست. هذه هي المرة الأولى في تاريخ الولايات المتحدة التي يؤسس فيها نائب رئيس حالي منظمة سياسية كهذه.
في 7 أغسطس، أكد مارك لوتر، المتحدث باسم مايك بنس، لمذيعة شبكة إم إس إن بي سي هالي جاكسون أن نائب الرئيس قد استضاف مانحين جمهوريين، بمن فيهم المانحين الكبار تشارلز وديفيد كوخ، في المقر الرئيسي لنائب الرئيس.
في نهاية الربع الثالث، حسبت لجنة الانتخابات الفيدرالية أنه في عام 2017 أنفقت لجان العمل السياسي الكبرى والجماعات الخارجية الأخرى الداعمة لترمب أكثر من مليوني دولار.

### المبالغ التي أنفقتها الجماعات الخارجية لدعم الحملة
يعرض الجدول المبالغ التي أبلغت بها الجماعات لجنة الانتخابات الفيدرالية في سبيل دعمها لترشح ترمب (حتى يوم 9 نوفمبر 2020)
| الجماعة               | المبالغ       |
| لجنة الدفاع عن الرئيس | 11,797,126.56 |
| أمريكا العظمى باك     | 11,429,239.52 |
| آخرون                 | 15,984,671.50 |
| المجموع               | 39,211,037.58 |